# Peter Eck (Flüchtling)
Peter Eck (* 27. Mai 1944 in Schmalkalden; † 21. April oder 22. April 1968 bei Kaltenwestheim) war ein Todesopfer an der innerdeutschen Grenze.

## Leben
Der in Schmalkalden lebende Eck hatte die Schule nach der 5. Klasse beendet, eine Dachdeckerlehre abgebrochen und befand sich teils aus politischen Gründen, teils wegen krimineller Delikte 1962 und 1966 in Haft. Schließlich versuchte er am Abend des 21. April 1968, mit seinem Freund Wolfgang F. die Deutsche Demokratische Republik zu verlassen. Beim Durchqueren des Minenfeldes löste er eine Detonation aus. Wolfgang F. überquerte verletzt den letzten Zaun. Am 22. April 1968 sahen Beamte des westlichen Grenzzolldienstes, von Wolfgang F. informiert, die Leiche von Eck im Grenzgebiet liegen. Sie informierten durch Zurufe die DDR-Grenzposten, welche die Leiche bargen.
Das Landgericht Meiningen verurteilte den Stabschef der 11. Grenzbrigade Meiningen am 1. April 1998 unter anderem wegen der Installation der Minenfelder, in denen Peter Eck umgekommen ist, zu einer zweijährigen Freiheitsstrafe, die zur Bewährung ausgesetzt wurde.